# Naupliuslarv

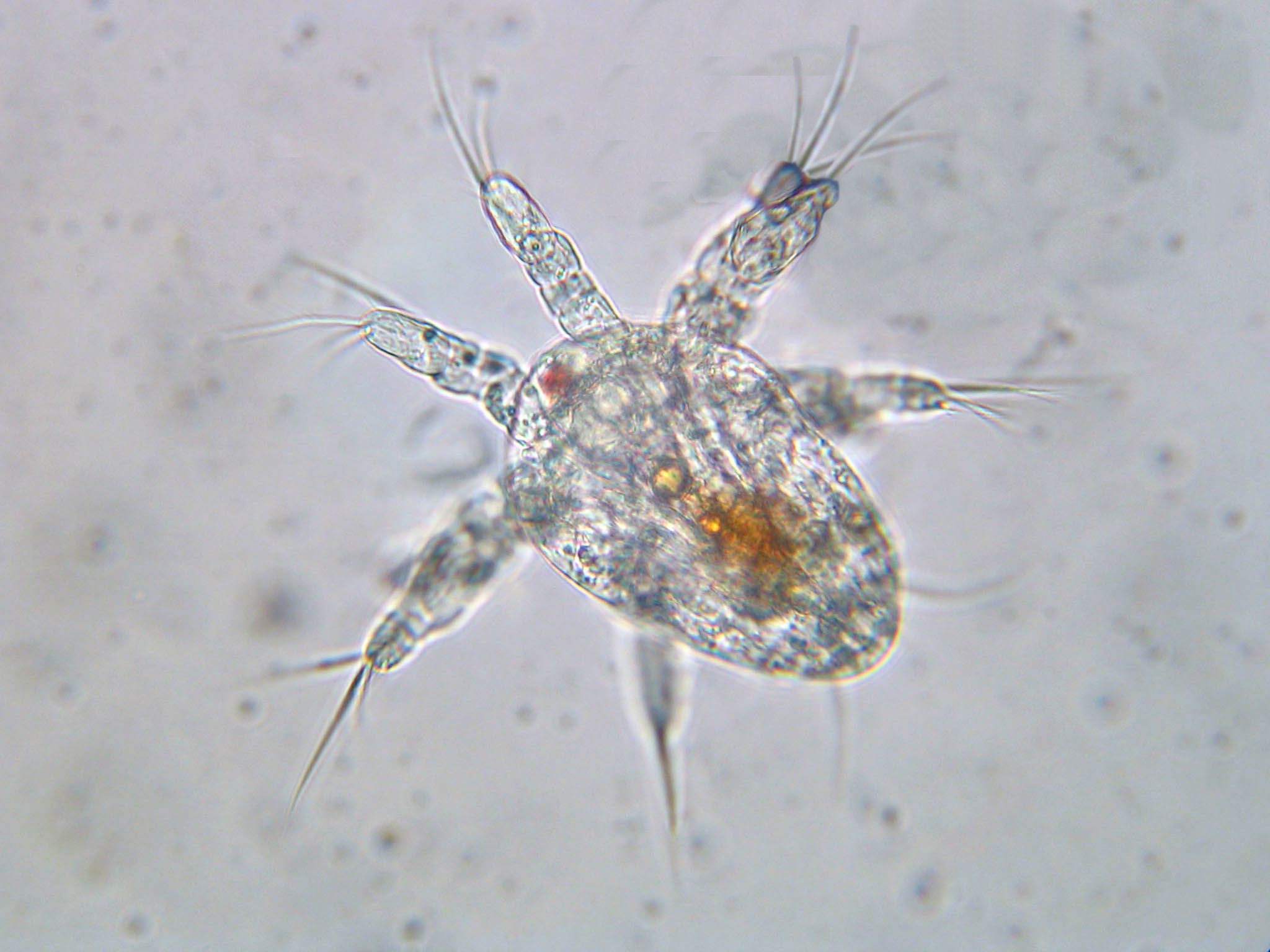
En naupliuslarv av ett kräftdjur i släktet Cyclops

Naupliuslarv, ofta förkortat nauplie och i plural nauplier, är en individ i ett mycket tidigt larvstadium hos olika kräftdjur. Naupliuslarver förekommer bland annat hos bladfotingen Artemia salina och olika hoppkräftor. 